# Sistema de classificação hoteleira

Classificação "Cinco Estrelas Superior" do Hotel Vier Jahreszeiten Kempinski Munich em Munique, Alemanha

O sistema de classificação hoteleira é um padrão utilizado para classificar os hotéis de acordo com sua qualidade. Do propósito inicial de informar aos viajantes sobre as instalações básicas que podem ser esperadas, os objetivos da classificação do hotel se expandiram para um foco na experiência do hotel como um todo.
Há uma grande variedade de esquemas de classificação usados por diferentes organizações em todo o mundo. Muitos possuem um sistema envolvendo estrelas (o mais comum), sendo que um número maior de estrelas indica maior luxo. O Forbes Travel Guide, anteriormente "Mobil Travel Guide", lançou seu sistema de classificação por estrelas em 1958. Já a American Automobile Association (AAA) e seus órgãos afiliados usam diamantes em vez de estrelas para expressar os níveis de classificação de hotéis e restaurantes.
A classificação é baseada na qualidade e características do serviço, como infraestrutura, mobiliário dos quartos, áreas de recepção e lounge e serviço prestado. Assim, serviços de alimentação, entretenimento, vista, variações de quartos - como tamanho e comodidades adicionais - spas e academias de ginástica, facilidade de acesso e localização podem ser considerados ao estabelecer um padrão. Os hotéis são avaliados de forma independente em sistemas tradicionais e dependem fortemente das instalações fornecidas. Alguns consideram isso desvantajoso para hotéis menores, cuja qualidade de acomodação pode cair em uma classe, mas a falta de um item como um elevador impediria que ela alcançasse uma categoria superior.

## Normas de Classificação Hoteleira
Os sistemas de classificação mais comuns incluem classificação por letras - de "A" a "F" - como hotéis e motéis, ou ainda classificação por estrelas. A marca "Superior" serve para sinalizar extras além do mínimo definido no padrão, mas não o suficiente para mover o hotel para o próximo nível no ranking.
Os sistemas que usam termos como Deluxe/Luxury, First Class/Superior, Tourist Class/Standard e Budget Class/Economy são mais amplamente aceitos como tipos de hotel, em vez de padrão de hotel.
Alguns países têm classificação por um único padrão público; Bélgica, Dinamarca, Grécia, Itália, Malta, Holanda, Portugal, Espanha e Hungria têm leis que definem a classificação do hotel. Na Alemanha, Áustria e Suíça, a classificação é definida pela respectiva associação da indústria hoteleira usando um sistema de cinco estrelas. Internacionalmente, não há até agora nenhuma classificação que tenha sido adotada e aceita.
Houve tentativas de unificar o sistema de classificação para que se tornasse um padrão internacionalmente reconhecido e confiável, mas todas falharam.

### Sistema de classificação por estrelas
As estrelas foram mencionadas já em 1334 em Florença como um recurso de categorização comercial para estabelecimentos de hospedagem no Statuti dell'arte degli Albergatori della Città e Contado di Firenze. Lá, os estalajadeiros receberam padrões mínimos para lidar com seus hóspedes e, ao mesmo tempo, o uso de uma estrela de oito pontas de cor vermelhão como símbolo da guilda. Nos tempos modernos, foi o alemão Karl Baedeker que, em 1853, pela primeira vez, usou estrelas para o que foi particularmente notável em seus lendários guias de viagem posteriores na capa vermelha.
O sistema de classificação por estrelas é catgeorizado da seguinte forma:
Turista (★) | Padrão (★★) | Conforto (★★★) | Primeira Classe (★★★★) | Luxo (★★★★★)
A marca "Superior" serve para sinalizar extras além do mínimo definido no padrão, mas não o suficiente para mover o hotel para o próximo nível no ranking.
Uma vez que não existem certificações uniformes internacionais, as estrelas hoteleiras oficialmente premiadas nem sempre são congruentes com as estrelas ou outros símbolos listados em guias de viagem, catálogos de viagens, revistas e afins. Ocasionalmente, até sete estrelas eram concedidas, mas hoje – pelo menos nas classes mais altas – um sistema comparável de até cinco estrelas, às vezes com subclasses, é usado em todo o mundo. Isso torna os hotéis de quatro e cinco estrelas o epítome dos hotéis de luxo.

#### Mais de cinco estrelas
Alguns hotéis foram anunciados como hotéis sete estrelas. O hotel Burj Al Arab em Dubai foi inaugurado em 1998 com um mordomo para cada quarto - este foi o primeiro hotel amplamente descrito como uma propriedade "sete estrelas", mas o hotel diz que o rótulo se origina de um jornalista britânico não identificado em um press trip e que não incentivam seu uso nem o utilizam em sua publicidade. Da mesma forma, o Emirates Palace Hotel em Abu Dhabi (aberto desde 2005) às vezes também é descrito como sete estrelas, mas o hotel usa apenas uma classificação de cinco estrelas.
A Galleria Vittorio Emanuele II em Milão, Itália foi inaugurada em 2007 e afirma ter um certificado de sete estrelas da SGS Italy. No entanto, a SGS Itália (não a agência oficial de turismo) tem apenas cinco estrelas na classificação geral de estrelas do hotel, com o título completo do certificado sendo deixado desconhecido, assim como o processo de renovação é desconhecido. No geral, como nenhuma organização tradicional ou órgão formal premia ou reconhece qualquer classificação acima de cinco estrelas de luxo, tais reivindicações são predominantemente usadas para fins publicitários.
Historicamente, os hotéis de luxo têm usado a associação no The Leading Hotels of the World para documentar a inspeção regular em um nível adicional. Esta organização foi formada em 1928 e reorganizada em 1971 introduzindo um serviço de inspeção mundial.

#### Por País

##### Brasil
Em 2012, o Ministério do Turismo lançou oficialmente o Sistema Brasileiro de Classificação de Meios de Hospedagem (SBClass), e que define que sete tipos de empreendimentos – hotel, hotel fazenda, cama e café*, resort, hotel turístico, pousada e flat/apart-hotel. Para os hotéis, o SBClass avalia são as condições de infraestrutura, equipamentos, serviços oferecidos aos hóspedes e práticas de sustentabilidade, dando a eles as famosas estrelas.
Alguns hotéis e resorts optam por não serem avaliados pelas regras deste sistema, mas não podem exibir as estrelas nas fachadas ou nos materiais promocionais.
As característas das estrelas, conforme o Sistema Brasileiro de Classificação de Meios de Hospedagem:
| Classificação por estrelas                                    | Tipo             | Visão geral dos critérios |
| ------------------------------------------------------------- | ---------------- | --- |
| {\displaystyle \bigstar }                                     | Hotel simples    | - Hotéis independentes, de pequeno a médio porte, localizados próximos a atrações de preço moderado. As comodidades normalmente incluem telefone, internet wi-fi, café-da-manhã, guarda de valores, mas não oferecem serviços de quarto e carregador. Recepção aberta 12 hs e disponível 24hs por telefone. Troca de roupa de cama ao menos 1 vez por semana - Quartos de 9m² |
| {\displaystyle \bigstar \bigstar }                            | Hotel econômico  | - Hotéis de dois a quatro andares, localizados próximos a atrações com bom preço e acesso a transporte público. A maioria não possui restaurante no local, mas normalmente fica a uma curta distância de alguns restaurantes bons e baratos. O acesso do público depois de uma certa hora poderá ser restrito. Recepção 24hs. Troca de roupa de cama ao menos 2 vezes por semana - Quartos de 11m² com televisão apenas com canais abertos |
| {\displaystyle \bigstar \bigstar \bigstar }                   | Hotel de turismo | - Acomodações mais espaçosas que incluem quartos bem equipados e lobby decorado. Frequentemente estão localizados perto de grandes vias expressas ou áreas de negócios, próximos a lojas e de atrações de preço moderado a alto. Contam com restaurantes de porte médio que oferecem café da manhã e jantar. Há também academia, piscinas e estacionamento com manobrista. Internet nas áreas sociais - Quartos de 13m² com televisão com canais fechados |
| {\displaystyle \bigstar \bigstar \bigstar \bigstar }          | Hotel superior   | - Sinônimo de conforto e comodidade. Hotéis grandes e formais com atendimento inteligente. Localizados em pontos considerados estratégicos, esses estabelecimentos oferecem serviço de recepção, carregador, café da manhã continental, serviço de quarto, estacionamento com manobrista, academia e piscina. O hotel ainda precisa oferecer ao menos três tipos de serviços “especiais”, como salões de beleza, venda de jornais/revistas, farmácia e baby sitter. - Quartos de 15m² |
| {\displaystyle \bigstar \bigstar \bigstar \bigstar \bigstar } | Hotel luxuoso    | - Itens como qualidade e excelência são encontrados em acomodações e serviços de alto nível. Além disso, estes hotéis têm até três restaurantes, serviço de quarto 24 horas, academias, estacionamento com manobrista e uma qualificada área de lazer, com piscinas, saunas, serviços de massagem, quadras esportivas, salão de eventos, ponto de informação ao cliente, entre outros.. Ele ainda deve se enquadrar em 33 regras de alta sofisticação, como roupão e chinelo, além de disponibilizar opções vegetarianas e dietas especiais para os hóspedes. - Quartos devem ter no mínimo 17 m² |

Os comentários sobre as experiências de hospedagem tem surtido maior relevância para quem deseja se hospedar em hotel do que propriamente as estrelas. Por este motivo, desde de 2016, as renovações de licenças estavam suspensas e em 2019 essa obrigatoriedade não é mais válida.

##### Reino Unido
No Reino Unido, os hotéis são classificados de uma a cinco estrelas. O RAC retirou-se da classificação de acomodação em 2008, portanto, os únicos esquemas de classificação em operação são aqueles operados pela AA (Automobile Association) e pelos conselhos nacionais de turismo: Visit England, Visit Wales, Scottish Tourist Board e Northern Ireland Tourist Board. Os esquemas foram todos 'harmonizados' para garantir a consistência entre os esquemas. Isso se aplica a todos os tipos de acomodação, exceto self-catering, que a AA começou a oferecer em 2009. Os critérios da AA estão disponíveis em seu site. Além das habituais estrelas negras (variando de uma (a mais baixa) a cinco (a mais alta), a AA concede estrelas vermelhas às mais bem avaliadas, que são consideradas "Escolha dos Inspetores".

##### União Européia abrangidos pela Hotelstars
O HOTREC (Hotéis, Restaurantes e Cafés na Europa) é uma organização guarda-chuva para 39 associações de 24 países europeus. Em uma conferência em Bergen em 2004, os parceiros elaboraram um sistema de classificação de hotéis para harmonizar seus padrões nacionais. Em 2007, o HOTREC lançou o Esquema Europeu de Qualidade da Hospitalidade (EHQ), que desde então credenciou os órgãos de inspeção nacionais existentes para classificação de hotéis.
Sob o patrocínio do HOTREC, as associações hoteleiras da Áustria, República Tcheca, Alemanha, Hungria, Holanda, Suécia e Suíça criaram o Hotelstars Union. Em 14 de setembro de 2009, o sistema de classificação Hotelstars Union foi estabelecido em uma conferência em Praga. Esse sistema passou a vigorar nesses países em janeiro de 2010, com exceção da Hungria, Suíça e Holanda, que optaram por datas posteriores para a mudança. Posteriormente, mais países aderiram ao sistema HOTREC hotelstars: Estônia (2011), Letônia (2011), Lituânia (2011), Luxemburgo (2011), Malta (2012), Bélgica (2013), Dinamarca (2013), Grécia (2013), Liechtenstein (2015), Eslovênia (2017), Azerbaijão (2020) e Geórgia (2021).
O sistema European Hotelstars Union é baseado no antigo sistema alemão hotelstars que influenciou amplamente as classificações de hotéis na Europa central, com cinco estrelas e uma marca Superior para sinalizar extras. Em vez de um mínimo estrito de tamanho de quarto e instalações de duche obrigatórias (por exemplo, uma banheira num hotel de quatro estrelas) existe um catálogo de critérios com 7 áreas de qualificação que englobam 247 elementos, sendo alguns obrigatórios para uma estrela e outros opcionais. Os principais critérios estão na gestão da qualidade, bem-estar e acomodação para dormir. No catálogo de critérios cada entrada está associada a um número de pontos – cada nível Hotelstars requer uma soma mínima de pontos além de alguns critérios serem obrigatórios para o nível.
Para hotéis de três a cinco estrelas, o Hotelstars Union usará "hóspedes misteriosos" para verificar a qualidade do serviço regularmente.

### Avaliações alternativas de hotéis
Nos últimos anos, classificações alternativas de hotéis estão começando a aparecer em um esforço para promover a sustentabilidade ou a diversidade cultural no turismo internacional.

#### Green Key International
Green Key International é uma classificação ecológica voluntária concedida a cerca de 2.900 hotéis e outros estabelecimentos em 57 países pela Fundação para a Educação Ambiental.

#### Green Key Global
Green Key Global é uma classificação ecológica voluntária concedida a cerca de 1.850 hotéis e locais em 15 países. Em 2009, Fairmont Hotels & Resorts se juntou ao programa Green Key Global.

#### Green Globe
A Green Globe é uma certificação para o turismo sustentável. A associação é reservada para empresas e organizações comprometidas em fazer contribuições positivas para o planeta. A Green Building Initiative (GBI) adquiriu os direitos dos Estados Unidos para a avaliação e certificação de construção do Canadian Green Globes para o programa em 2004 e adaptou-o para o mercado dos Estados Unidos.

#### Salam Standard
Salam Standard é um sistema de classificação para hotéis amigáveis aos muçulmanos. Os hotéis podem ser certificados com base em certos critérios amigáveis aos muçulmanos, como oferecer tapetes de oração, remover álcool do quarto e oferecer recomendações de restaurantes halal; é dividido em 4 níveis (bronze, prata, ouro e platina). Archipelago Hotels, a maior empresa hoteleira da Indonésia, é um membro proeminente do sistema Salam Standard.